# Diazoplast
Diazoplast ist die Bezeichnung für ein Organell, das in Kieselalgen der Familie Rhopalodiaceae, insbesondere in den Gattungen Rhopalodia und Epithemia vorkommt.
Diazoplasten spielen – ebenso wie die Nitroplasten bei der Haptophyten-Familie Braarudosphaeraceae – eine entscheidende Rolle bei der Stickstofffixierung dieser Algen. Von diesem Prozess nahm man früher an, dass er ausschließlich bestimmten Bakterien und Archaeen vorbehalten ist.
Die Entdeckung der Diazoplasten hat bedeutende Auswirkungen sowohl auf die Zellbiologie als auch auf die Agrarwissenschaft.
Diazoplasten und Nitroplasten wurden zunächst aufgrund ihrer annähernd kugelförmigen Gestalt als Sphäroidkörper (englisch spheroid bodies) bezeichnet.

## Beschreibung
Diazoplasten besitzen wie Nitroplasten und (gewöhnlich) Mitochondrien und Chloroplasten eine eigene DNA.
Die phylogenetische Analyse des Diazoplasten-Genoms zeigte 2024 die nächste Verwandtschaft zu einer anderen N2-fixierenden symbiotischen Cyanobakterienart, Braarudosphaera bigelowii (als Phylotyp auch UCYN-A und als Organell Nitroplast oder ebenfalls Sphäroidkörper genannt).
Wie diese Analysen 2014 und 2024 ergaben, stammen beide Organellen (Diazoplasten der Rhopalodiaceae und Nitroplasten der Braarudosphaeraceae) von Cyanobakterien ab, die eng mit der Gattung Cyanothece verwandt sind.
Vergleichende phylogenetische Analysen der 16S-rRNA-Gene und der Gene für die Stickstofffixierung (nifD) ergaben, dass das Genom der beider Typen von Sphäroidkörpern eng verwandt ist mit der freilebenden diazotrophen Cyanobakterien-Art Crocosphaera subtropica Mareš & J. R. Johansen (Stamm ATCC 51142)
und der Art Zehria sp. KO68DGA (Stamm KO68DGA).
Die beiden Symbionten sind auf ähnlichen, aber deutlich unterschiedlichen Pfaden der reduktiven Evolution aus solchen Cyanobakterien entstanden.

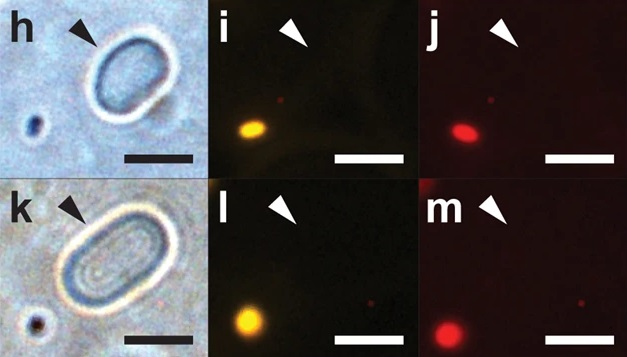
Charakterisierung der Diazoplasten (Sphäroidkörper) mariner Epithemia-Spezies. LM-Aufnahmen von Sphäroidkörpern (Diazoplasten) des Stamms E. pelagica UHM3200 (EpSB) in (h,i,j) und des Stamms E. catenata UHM3210 (EcSB) in (k,l,m). Um die Diazoplaste freizusetzen wurden die Wirtszellen zerkleinert; Hellfeld in (h,k), Phycoerythrin-Fluoreszenz in (i,l) und Chlorophyll-Fluoreszenz in (j,m). Pfeilspitzen zeigen auf die Diazoplasten. Zum Vergleich jeweils links unten eine Einzelzellen von Synechococcus sp. WH7803 (Positivkontrolle). Wie zu sehen, besitzen die Diazoplasten im Gegensatz zu WH7803 keines der beiden getesteten Pigmente (keine Photosynthese). Balken: 3 µm.